# Terra de Francesc Josep

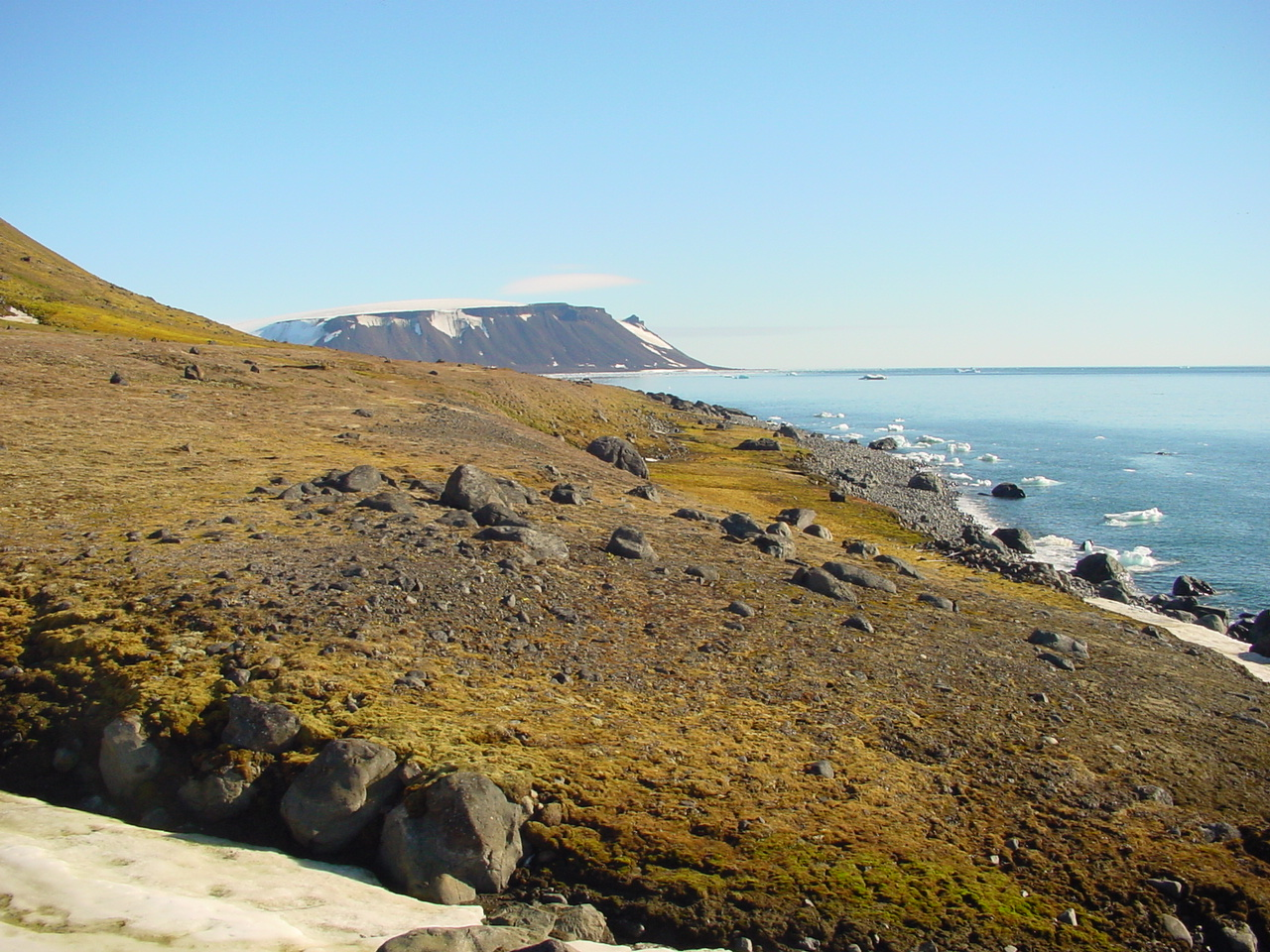
Paisatge de l'illa Northbrook.

L'arxipèlag conegut com la Terra de Francesc Josep (en rus, Земля Франца-Иосифа, Zemlià Frantsa Iosifa) és un conjunt de 191 illes cobertes en un 85% pel gel, situades a l'oceà Àrtic entre les latituds 80'0 i 81'9 Nord, al nord de Rússia, per damunt del cercle polar àrtic, entre els arxipèlags de Svalbard a l'oest, de Nova Terra al sud i de la Terra del Nord a l'est.
Les illes de més extensió són Terra Wilczek al sud-est i Terra de George a l'oest.
Està administrat des de l'òblast d'Arkhànguelsk.
Van ser descobertes el 1873 per una expedició de l'Imperi Austrohongarès que no tenia caràcter oficial, però que va batejar el territori amb el nom del seu emperador. Fins al 1926, la Unió Soviètica no en va prendre possessió efectiva enviant-hi científics i militars.
El punt més alt està a 670 metres.
L'arxipèlag té una extensió de 16.134 km² i els únics habitants són el personal militar a Terra d'Alexandre.
 Hi va haver una estació meteorològica tancada el 1994. En temps de la Guerra freda, hi havia una base militar a l'illa Graham Bell, actualment abandonada.

## Història

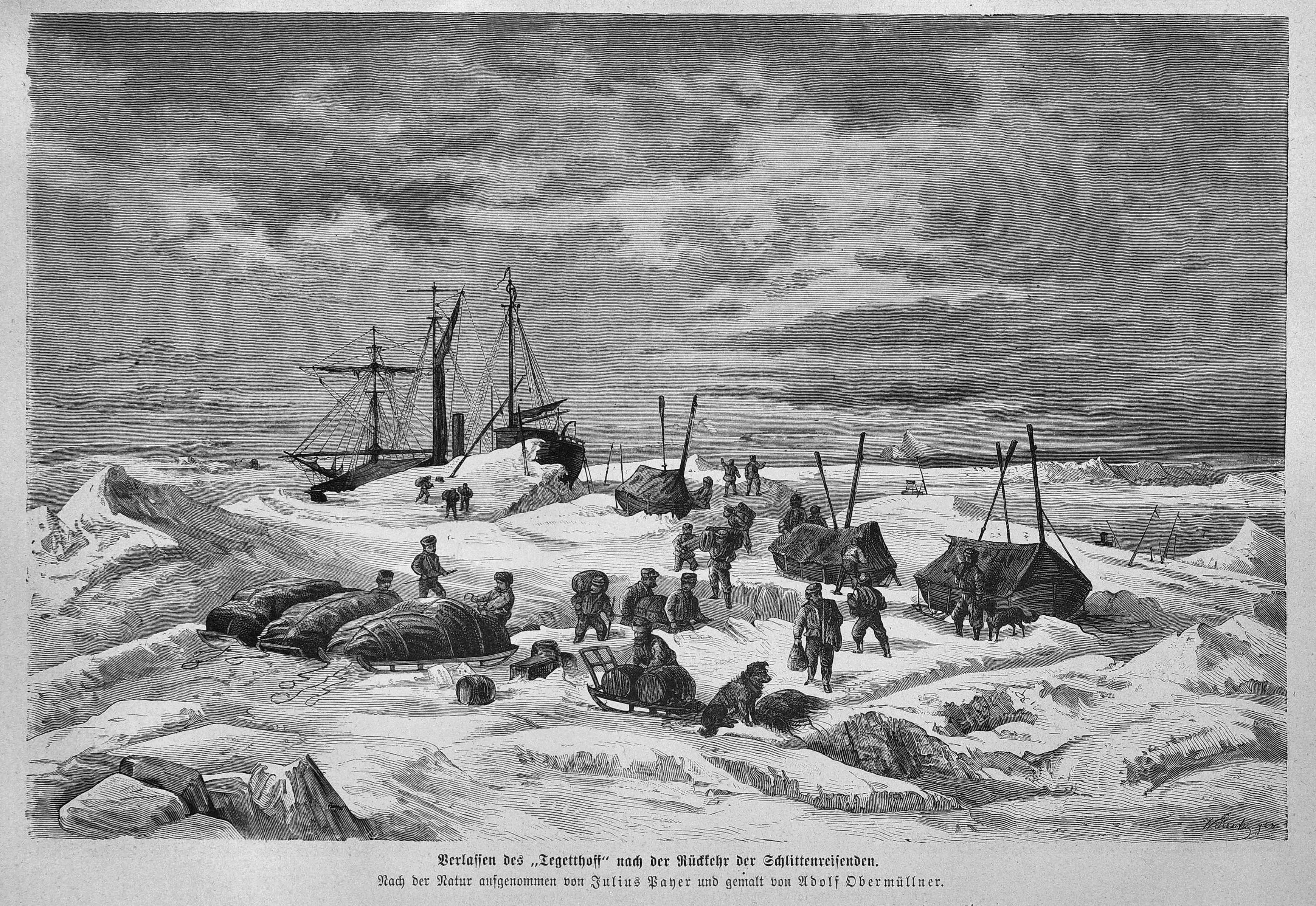
Expedició austrohongaresa al pol nord

Hi ha dos candidats per al descobriment de la Terra de Francesc Josep. El primer va ser el vaixell noruec Spidsbergen, amb el capità Nils Fredrik Rønnbeck i l'arponer Johan Petter Aidijärvi. Van navegar al nord-est des de Svalbard el 1865 a la recerca de llocs de pesca adequats, i van trobar una terra que probablement era la Terra de Francesc Josep. Es creu que el relat és real, però mai es va fer un anunci del descobriment i, per tant, el seu albirament va romandre desconegut per als exploradors posteriors. Aleshores, era habitual mantenir en secret les àrees recentment descobertes, ja que el seu descobriment tenia com a objectiu explotar-les per a la caça i la caça de balenes, i l'exposició provocaria que els competidors s'acumulessin al lloc. El científic rus NG Schilling va proposar el 1865 que les condicions del gel al mar de Barents només es podrien explicar si hi havia una altra massa terrestre a la zona, però mai va rebre finançament per a una expedició.
L'expedició austrohongaresa del pol nord de 1872–74 va ser la primera a anunciar el descobriment de les illes. Dirigit per Julius von Payer i Karl Weyprecht de l'Imperi Austrohongarès a bord de la goleta Tegetthoff, l'objectiu principal de l'expedició era trobar el Pas del Nord-est i el seu objectiu secundari arribar al pol Nord. A partir del juliol de 1872, el vaixell va derivar de Nova Terra a una nova massa terrestre, que van anomenar en honor a Francesc Josep I d'Àustria (1830–1916), emperador d'Àustria. L'expedició va contribuir significativament a la cartografia i l'exploració de les illes. La següent expedició per detectar l'arxipèlag va ser l'expedició holandesa per a l'exploració del mar de Barents, a bord de la goleta Willem Barents. Constrets pel gel, mai van arribar a terra.

### Exploració polar
L'expedició de Benjamin Leigh Smith el 1880, a bord de la bricbarca Eira, va seguir una ruta des de Spitsbergen fins a la Terra de Francesc Josep, desembarcant a l'illa de Bell a l'agost. Leigh Smith va explorar els voltants i va establir una base al port d'Eira, abans d'explorar cap a l'illa McClintock. Va tornar l'any següent en el mateix vaixell, desembarcant a la badia Grey a la terra de George. Els exploradors van ser aturats pel gel a l'Illa de Northbrook, i l'Eira es va enfonsar el 21 d'agost. Van construir una casa de camp i es van quedar a l'hivern, per ser rescatats pels vaixells britànics Kara i Hope l'estiu següent. Aquestes primeres expedicions van concentrar les exploracions a les parts sud i central de l'arxipèlag.

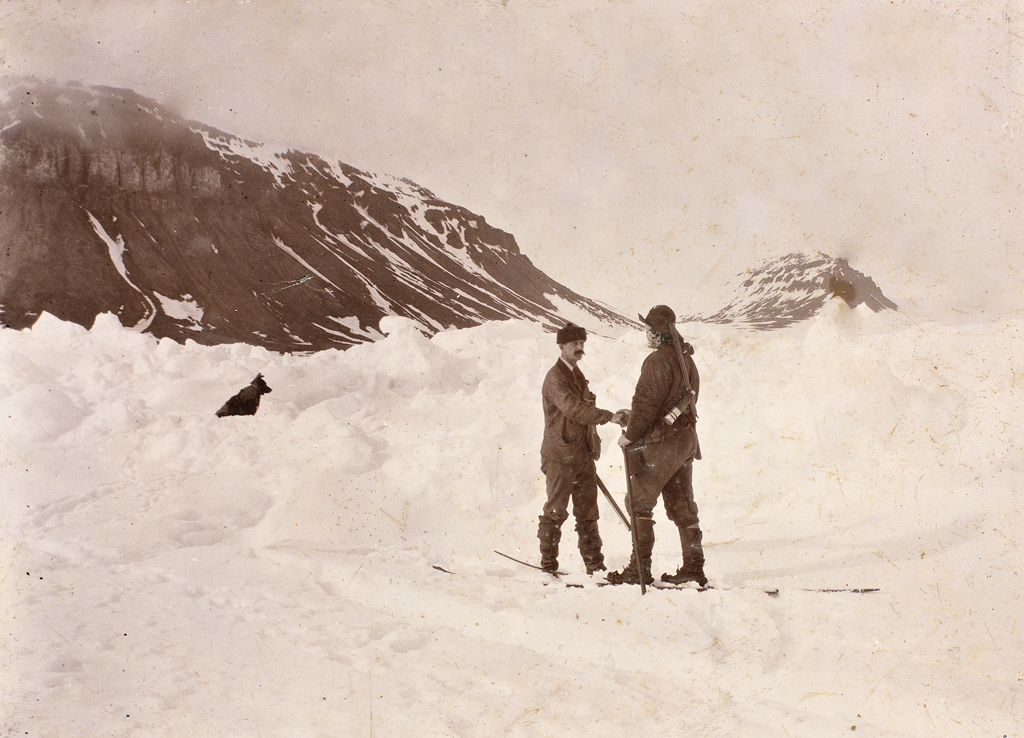
La reunió Nansen-Jackson a l'Illa de Northbrook, 17 de juny de 1896 (una fotografia posada presa hores després de la reunió inicial)

L'expedició Fram de Nansen va ser un intent de l'explorador noruec Fridtjof Nansen de 1893-1896 per arribar al pol nord geogràfic aprofitant el corrent natural est-oest de l'oceà Àrtic. Partint el 1893, Fram va marxar a la deriva per les illes de Nova Sibèria durant un any i mig abans que Nansen s'impacientés i es posés a marxar al pol nord amb esquís amb Hjalmar Johansen. Finalment, van renunciar a arribar cap al pol i van trobar el camí cap a la Terra de Francesc Josep, la terra més propera que coneixia l'home. Així van poder establir que no hi havia una gran massa continental al nord d'aquest arxipèlag. Mentrestant, l’expedició Jackson-Harmsworth va partir el 1894, va establir una base a l'illa Bell i es va quedar a l'hivern. La temporada següent la van passar explorant. Per pura casualitat, a l'Illa de Northbrook a la primavera de 1896, Nansen va topar amb Frederick George Jackson, que va poder portar-lo de tornada a Noruega. Nansen i Jackson van explorar les parts del nord, l'est i l'oest de les illes. Un cop es va fer evident la geografia bàsica de la Terra de Francesc Josep, les expedicions van passar a utilitzar l'arxipèlag com a base per arribar al pol nord. El primer intent d'aquest tipus va ser realitzat pel periodista nord-americà Walter Wellman, patrocinat per la National Geographic Society, el 1898. Els dos noruecs, Paul Bjørvig i Bernt Bentsen, es van quedar l'hivern de 1898-1899 al cap Heller a Terra de Wilczekd, però la falta de combustible va fer que aquest últim morís. Wellman va tornar l'any següent, però la mateixa expedició polar es va abandonar ràpidament quan van perdre la major part del seu equip. El noble italià Lluís Amadeu de Savoia-Aosta va organitzar la següent expedició el 1899, amb l’Stella Polare. Es van quedar a l'hivern, i al febrer i de nou el març de 1900 van marxar cap al pol, però no van arribar lluny.

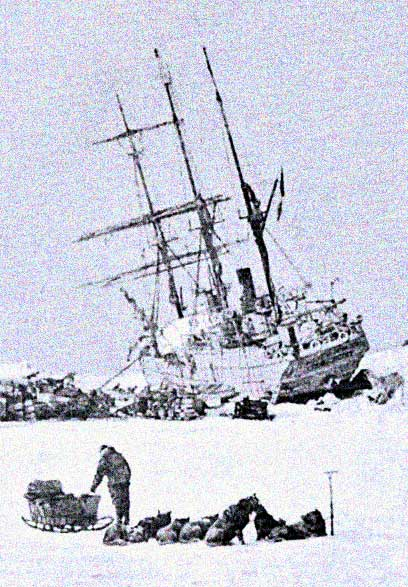
L’Stella Polare va quedar atrapat i amenaçat d'enfonsar-se. La tripulació es va veure obligat a aterrar amb la màxima pressa i a assegurar els materials per construir un habitatge.

Evelyn Baldwin, patrocinada per William Ziegler, va organitzar l’expedició polar Ziegler de 1901. Establint una base a l'illa d'Alger, es va quedar l'hivern explorant la zona, però no va poder avançar cap al nord. L'expedició va ser considerada en gran part com un fracàs total per la comunitat científica i d'exploració, que va citar la manca d'una gestió adequada. Descontent amb el resultat, Ziegler va organitzar una nova expedició, per a la qual va nomenar a Anthony Fiala, segon al comandament de la primera expedició, com a líder. Va arribar l'any 1903 i va passar l'hivern. El seu vaixell, Amèrica, va naufragar al desembre i va desaparèixer al gener. Tot i així, van fer dos intents cap al pol, i tots dos van ser ràpidament abandonats. Es van veure obligats a romandre un any més, fent un altre intent infructuós d'arribar al pol, abans de ser evacuats el 1905 pel Terra Nova.
La primera expedició russa es va dur a terme l'any 1901, quan el trencaglaç Yermak va viatjar a les illes. La següent expedició, dirigida per l'hidròloga Georgi Sedov, es va embarcar el 1912 però no va arribar a l'arxipèlag fins a l'any següent a causa del gel. Entre les seves aportacions científiques es troben les primeres mesures de neu de l'arxipèlag, i la determinació que els canvis del camp magnètic es produeixen en cicles de quinze anys. També va realitzar prospeccions topogràfiques de l'entorn. L'escorbut es va instal·lar durant el segon hivern, matant un maquinista. Tot i la manca d'experiència prèvia o de provisions suficients, Sedov va insistir a seguir endavant amb una marxa cap al pol. El seu estat es va deteriorar i va morir el 6 de març.

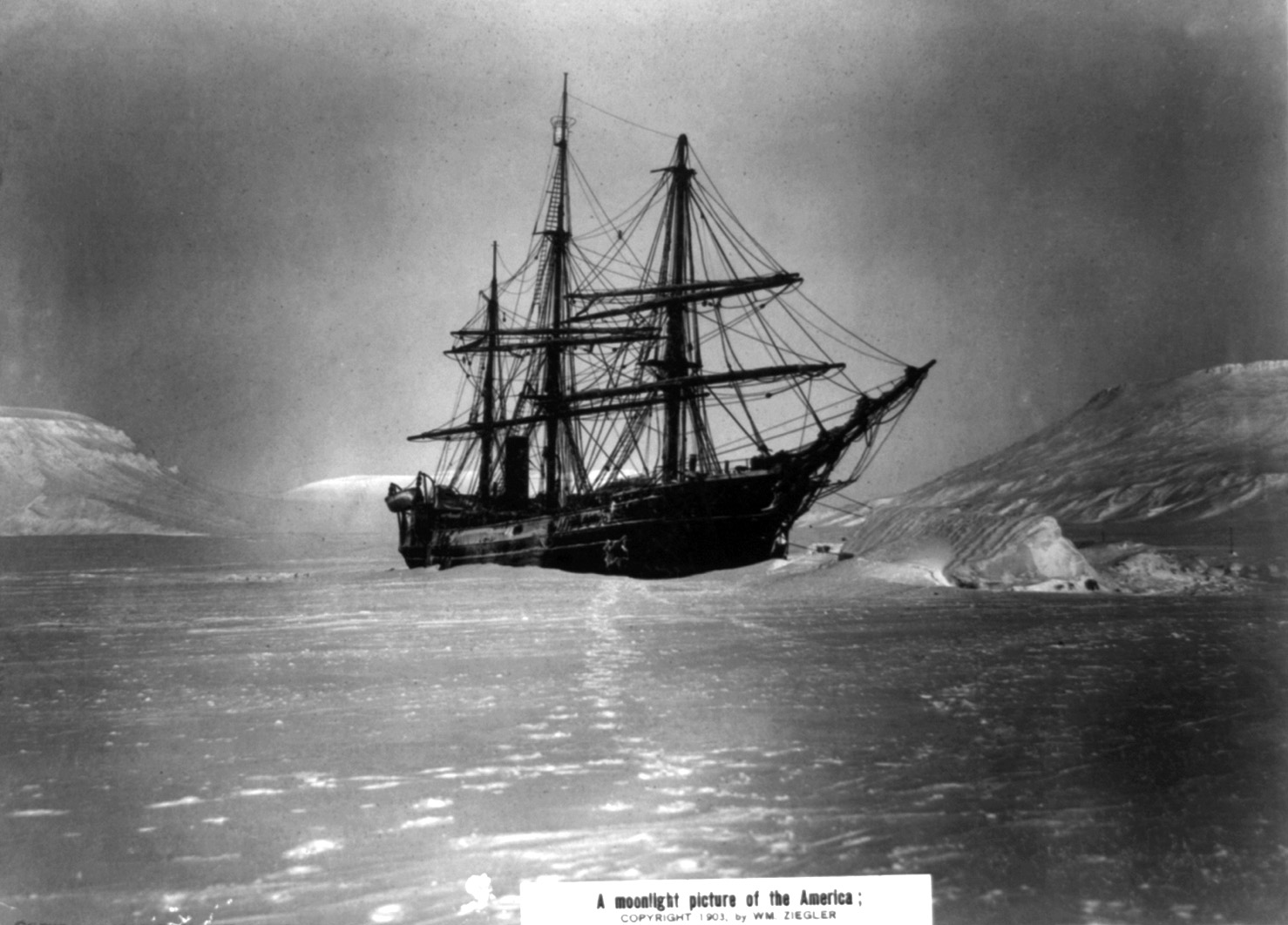
Amèrica ancorada a la badia de Tepliz

Hertha va ser enviat a explorar la zona, i el seu capità, II Islyamov va hissar una bandera de ferro russa al cap Flora i va proclamar la sobirania russa sobre l'arxipèlag. L'acte va ser motivat per la Primera Guerra Mundial en curs i els temors russos que les potències centrals s'hi establissin. El primer vol a l'Àrtic del món va tenir lloc l'agost de 1914, quan l'aviador polonès (un dels primers pilots de la marina russa) Jan Nagórski va sobrevolar la Terra de Francesc Josep a la recerca del grup de Sedov. Andròmeda va partir amb el mateix propòsit; tot i no poder localitzar-los, la tripulació va poder determinar finalment la inexistència de la Terra de Peterman i de la tera del Rei Oscar, terres sospitoses al nord de les illes.

### La Unió Soviètica
Les expedicions soviètiques es van enviar gairebé anualment a partir de 1923. La Terra de Francesc Josep havia estat considerada terra nullius, terra que no pertany a ningú, però el 15 d'abril de 1926 la Unió Soviètica va declarar l'annexió de l'arxipèlag. Emulant la declaració del principi del sector del Canadà, van declarar que totes les terres entre el continent soviètic i el pol nord eren territori soviètic. Aquest principi mai ha estat reconegut internacionalment. Tant Itàlia com Noruega van protestar. Noruega estava principalment preocupada pels seus interessos econòmics a la zona, en un període en què els caçadors i baleners noruecs també estaven prohibits de la Mar Blanca, Nova Zemla i Groenlàndia; el govern soviètic, però, va romandre en gran part passiu, i no va desallotjar els vaixells de caça noruecs durant els anys següents. Tampoc van intervenir els soviètics quan, el 1926, diversos vaixells estrangers van entrar a les aigües a la recerca de l'aeronau desapareguda Italia.
Noruega va intentar una solució diplomàtica i una expedició finançada per Lars Christensen per establir una estació meteorològica per aconseguir el control econòmic de les illes, però ambdues van fracassar el 1929. En canvi, el trencaglaç soviètic Sedov va marxar, dirigit per Otto Schmidt, va aterrar a la badia de Tikhaia i va començar la construcció d'una base permanent. El govern soviètic va proposar canviar el nom de l'arxipèlag Fridtjof Nansen Land el 1930, però el nom mai es va fer servir. L'any 1930 l’expedició noruega de Bratvaag va visitar l'arxipèlag, però les autoritats soviètiques van demanar que respectés les aigües territorials soviètiques en el futur. Altres expedicions d'aquell any van ser l'expedició en globus noruec-suec dirigida per Hans Wilhelmsson Ahlmann a Quest i el dirigible alemany Graf Zeppelin. Excepte una estació meteorològica alemanya instal·lada durant la Segona Guerra Mundial, aquestes van ser les últimes expedicions occidentals a la Terra de Francesc Josep fins a 1990.
Les activitats soviètiques van créixer ràpidament després de l'Any polar internacional el 1932. Es va circumnavegar l'arxipèlag, la gent va desembarcar a l'illa Victòria i es va completar un mapa topogràfic. El 1934–35 es van dur a terme expedicions geològiques i glaciològiques, es van fer vols cartogràfics i fins a una seixantena de persones van passar els hiverns entre 1934 i 1936, que també van veure el primer naixement. La primera estació de gel a la deriva es va instal·lar a l'illa de Rudolf el 1936. Aleshores es va construir una pista d'aterratge en una glacera de l'illa, i el 1937 la població hivernal va arribar a 300.
L'activitat va disminuir durant la Segona Guerra Mundial i només un petit grup d'homes es va mantenir a l'illa de Rudolf, romanent sense subministrament durant la guerra mai van descobrir l'establiment per l'Alemanya nazi d'una estació meteorològica, anomenada Schatzgräber, a la terra d'Alexandre com a part de la guerra meteorològica de l'Atlàntic Nord. L'estació alemanya va ser evacuada el 1944 després que els homes fossin afectats per la triquinosi per menjar carn d'os polar. L'evidència física aparent de la base es va descobrir el 2016.
La Guerra Freda va produir un renovat interès soviètic a les illes a causa de la seva importància militar estratègica. Les illes eren considerades com un «portaavions insubmergible». El lloc de l'antiga estació meteorològica alemanya va ser seleccionat com a ubicació d'un aeròdrom i una base militar soviètica, Nagurskoye. Amb l'arribada dels míssils balístics intercontinentals, la Unió Soviètica va canviar la seva estratègia militar el 1956, abolint la necessitat estratègica d'una base aèria a l'arxipèlag. L'Any Geofísic Internacional de 1957 i 1958 va donar un nou augment a l'interès científic per l'arxipèlag i es va construir una pista d'aterratge a l'illa de Heiss el 1956. L'any següent s'hi va establir l’Observatori geofísic Ernst Krenkel. L'activitat a la badia de Tikhaia es va tancar el 1959.
A causa de la importància militar de les illes, la Unió Soviètica va tancar la zona als investigadors estrangers, tot i que els investigadors soviètics van dur a terme diverses expedicions, incloent-hi geofísica, estudis de la ionosfera, biologia marina, botànica, ornitologia i glaciologia. La Unió Soviètica va obrir l'arxipèlag a les activitats internacionals a partir de 1990, amb un accés bastant senzill als estrangers.

### Història recent

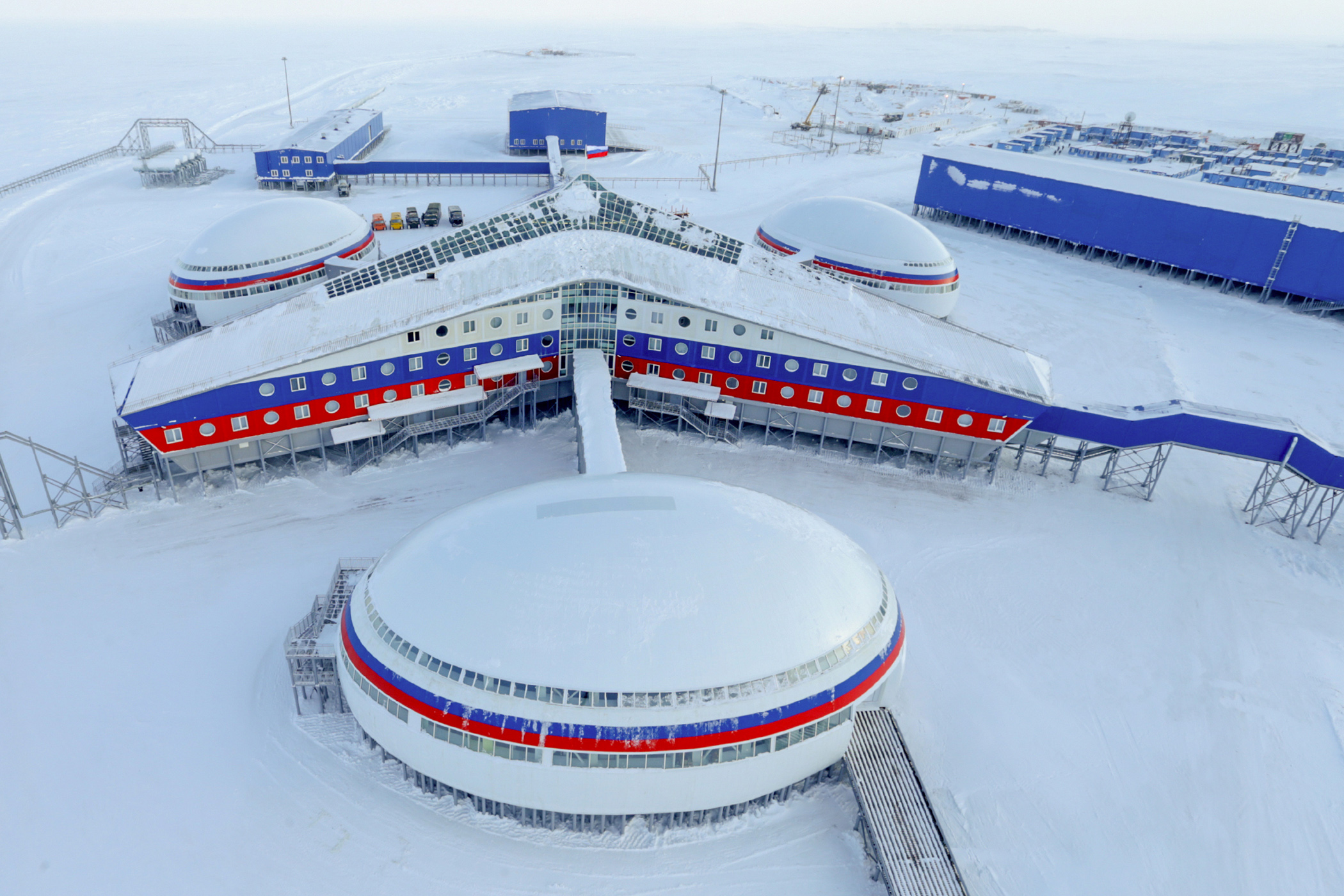
Nagurskoie és la base militar més al nord de Rússia

Com a part de l'obertura de la terra de Francesc Josep, l'Institut de Geografia de Moscou, la universitat d'Estocolm i la universitat d'Umeå (Suècia) van realitzar expedicions a la Terra d'Alexandre l'agost de 1990 i l'agost de 1991, estudiant la història del clima i dels glaciars mitjançant la datació amb radiocarboni de platges elevades i cornaments del caribú extingit. El treball es va dur a terme des d'una petita base de recerca al sud-oest de Nagurskoye, construïda el 1989. També el 1990, una col·laboració entre l'Acadèmia de Ciències, l'Institut Polar Noruec i l’Acadèmia Polonesa de Ciències va donar lloc a la primera de diverses expedicions arqueològiques organitzades per l'Institut de Cultura de Moscou. La base militar de l'illa Graham Bell va ser abandonada a principis dels anys noranta. La presència militar a Nagurskoye es va reduir a la d'un lloc fronterer, i el nombre de persones estacionades a l'Observatori Krenkel es va reduir de 70 a 12. L'arxipèlag i les aigües circumdants van ser declarats reserva natural l'abril de 1994. L'obertura de l'arxipèlag també va suposar la introducció del turisme, la majoria del qual es fa en trencaglaços operats per Rússia. El 2011, en un moviment per acollir millor el turisme a l'arxipèlag, el Parc Nacional de l'Àrtic Rus es va ampliar per incloure la Terra de Francesc Josep. No obstant això, l'agost de 2019, Rússia va retirar bruscament la seva aprovació perquè un creuer noruec visités les illes.
El 2012, la Força Aèria russa va decidir reobrir l’aeròdrom Graham Bell com a part d'una sèrie de reobertura de bases aèries a l'Àrtic. Una nova base important, anomenada Trefoil àrtic per la seva estructura de tres lòbuls, es va construir a Nagurskoye. Pot mantenir 150 soldats durant 18 mesos i té una superfície de 14.000 metres quadrats.
El 2017, el president rus Vladímir Putin va visitar l'arxipèlag.
L'agost de 2019, una expedició geogràfica de la Flota del Nord russa va descobrir diverses illes noves a l'arxipèlag. Anteriorment estaven enterrats sota la glacera Vylki fins que una part es va fondre.
L'abril de 2020, les Forces Aerotransportades russes van utilitzar l'arxipèlag per realitzar el primer paracaigudes militar a gran altitud (HALO) del món des de la vora inferior de l'estratosfera àrtica. Les tripulacions dels avions Il-76 van practicar al camp d'aviació més al nord del país a l’illa de Francesc Josep. Els paracaigudistes no només van suportar l'oxigen parcial de l'estratosfera comú amb la tècnica HALO; es van trobar amb condicions de congelació mitigada per tancs d'oxigen i uniformes militars. Els reptes de la missió àrtica incloïen un terreny no dirigit, en absència de sistemes de navegació terrestre. Durant el final de la missió, els paracaigudistes van passar un dia durant el qual van fer classes de supervivència en condicions àrtiques i van construir refugis de la neu.

## Geografia

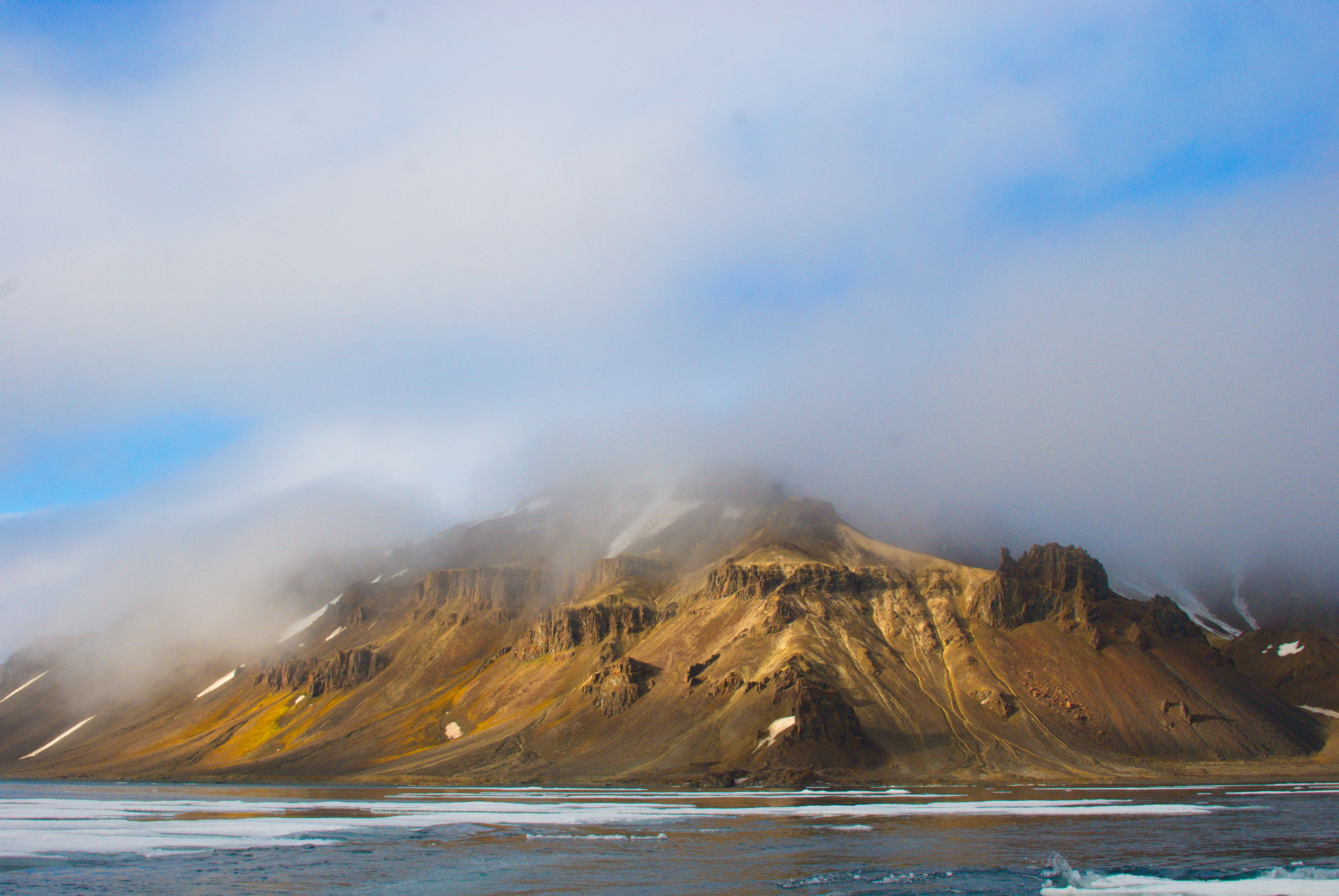
Cap Brice, Illa Ziegler, Terra de Francesc Josep

L'arxipèlag constitueix la part més al nord de l'oblast d'Arkhàngelsk de Rússia, situada entre els 79°46′ i 81°52′ de nord i els 44°52′ i 62°25′ d'est. Es troba 360 km al nord de Nova Terra i 260 km a l'est de l'arxipèlag noruec de Svalbard. Situat a l'oceà Àrtic, la Terra de Francesc Josep constitueix la frontera nord-est del mar de Barents i la frontera nord-oest del mar de Kara. Les illes són a 900 km del pol Nord i a 750 km de la península de Iamal, el punt més proper del continent euroasiàtic. L'arxipèlag es troba dins de diferents definicions de la frontera entre Àsia i Europa i, per tant, es defineix com a part d'Àsia o d'Europa. El cap Flighely, situat a 81°50′ al nord, és el punt més al nord d'Euràsia i de l'hemisferi oriental, i d'Europa o Àsia, depenent de la definició continental. És la tercera massa terrestre més propera al pol nord.

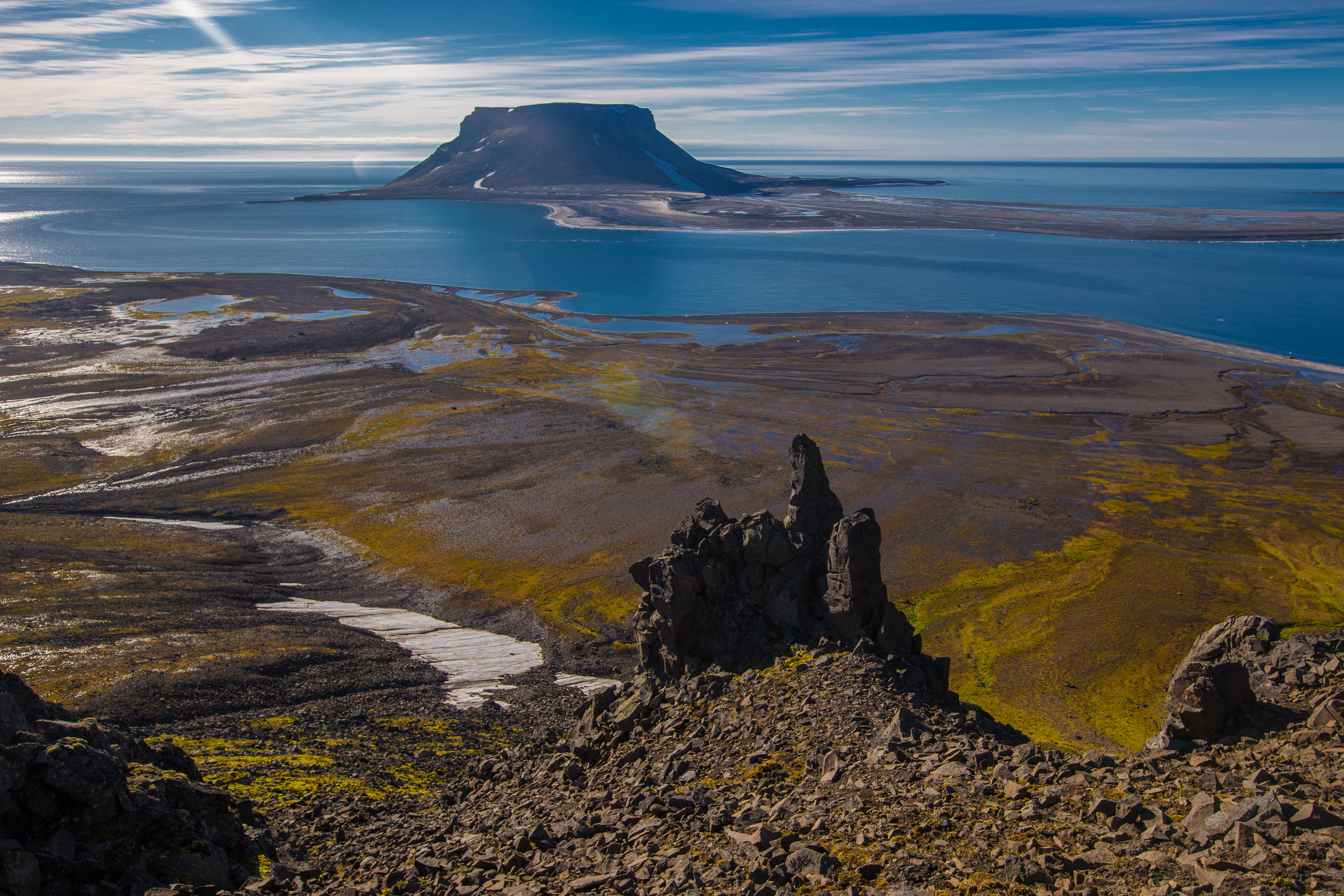
Illa Bell

L'arxipèlag comprèn 191 illes deshabitades amb una superfície combinada de 16.134 km². Aquestes s'estenen 375 km d'est a oest i 234 km de nord a sud. Es poden classificar les illes en tres grups, un occidental, central i oriental, separats pel Canal Britànic i l'estret d'Àustria. El grup central es divideix a més en una secció nord i sud per l'estret de Markham. L'illa Graham Bell està separada del grup oriental per l'estret de Severo–Vostotxnyi. Hi ha dos grups d'illes amb nom: Terra de Zichy al nord de Markham Sound; i Belaya Zemla a l'extrem nord-est. Els estrets tenen entre diversos centenars de metres i 3 km d'ample. Arriben a profunditats de 500 a 600 m, 150 a 300 m sota la plataforma del mar de Barents.
L'illa més gran és la Terra de George, que mesura 2.741 km². Tres illes addicionals superen els 1.000 km² de grandària: Terra de Wilczek, Illa de Graham Bell i Terra d'Alexandre. Cinc illes més superen els 500 km²: Illa de Hall, Illa de Salisbury, Illa McClintock, Illa de Jackson i Illa Hooker. Les 135 illes més petites constitueixen el 0,4 per cent de l'àrea de l'arxipèlag. L'elevació més alta és un cim a la Terra de Wilczek, que s'eleva 670 m per sobre del nivell mitjà del mar. L'Illa Victòria, situada 170 km a l'oest de la terra d'Alexandre, forma part administrativament de l'arxipèlag, però l'illa no forma part geogràficament del grup d'illes i està més a prop de Svalbard, situada 60 km de Kvitøya.

## Geologia

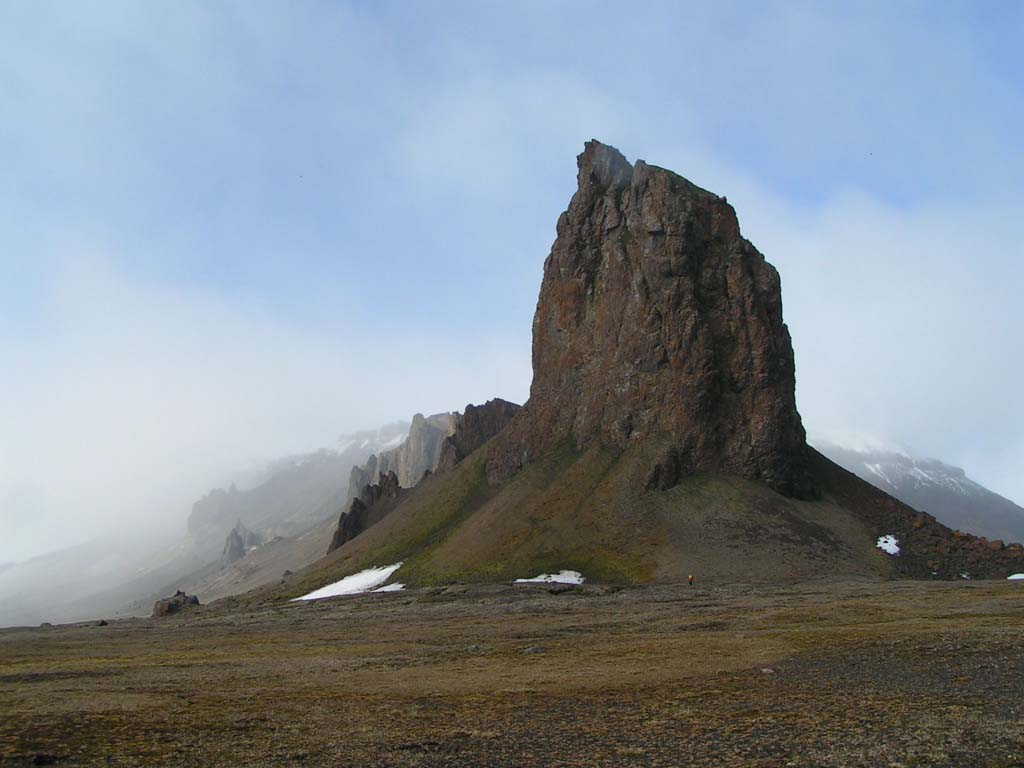
Cap Tegetthoff a l'illa Hall

Geològicament, l'arxipèlag es troba a l'extrem nord de la Plataforma del Mar de Barentsz, dins d'una zona on queden al descobert les roques sedimentàries del Mesozoic. La zona té quatre unitats separades per superfícies d'erosió regionals. La unitat del Paleozoic superior està poc exposada i es va crear per plegament durant el període caledonià. La unitat del Mesozoic inferior, formada per sediments costaners i marins del període Triàsic superior, és present a la majoria de les illes i al fons dels estrets i està formada per calcàries, esquists, gresos i conglomerats.
Domina la unitat del Mesozoic superior a les parts meridional i occidental, formada per roques efusives massives formades per làmines basàltiques separades per cendres volcàniques i tufs, barrejades amb roques terrígenes amb capes de carbó. La unitat mesozoic-terciària roman majoritàriament al fons del mar i consisteix en gresos i esquists de quars marins. La tectònica de plaques de l'oceà Àrtic va crear laves de basalt i làmines i dics de diabasa als períodes Juràssic superior i Cretaci inferior. El terreny està augmentant de 2,5 a 3,0 mm per any, a causa de la fusió de la capa de gel del mar de Barentsz c. fa 10.000 anys.

## Hidrologia
La Terra de Francesc Josep està dominada per la glaciació, que cobreix una àrea de 13.735 km², o el 85 % de l'arxipèlag. Les glaceres tenen un gruix mitjà de 180 m, que es convertiria en 2500 km³. Això només donaria 6 mm augment eustàtic del nivell del mar si es fon. Les grans àrees lliures de gel només es troben a les illes més grans, com ara els 499,8 km² de la península d'Armitage de George Land, els 493,7 km² de la península Kholmistyi de l'illa Graham Bell, els 270 km² de Central'naya Susha de la terra d'Alexandre, els 162,6 km² de Ganza Point de la terra de Wilcze i els 84,2 km² de l'Illa Heyes. La majoria de les illes més petites no estan glaciades.

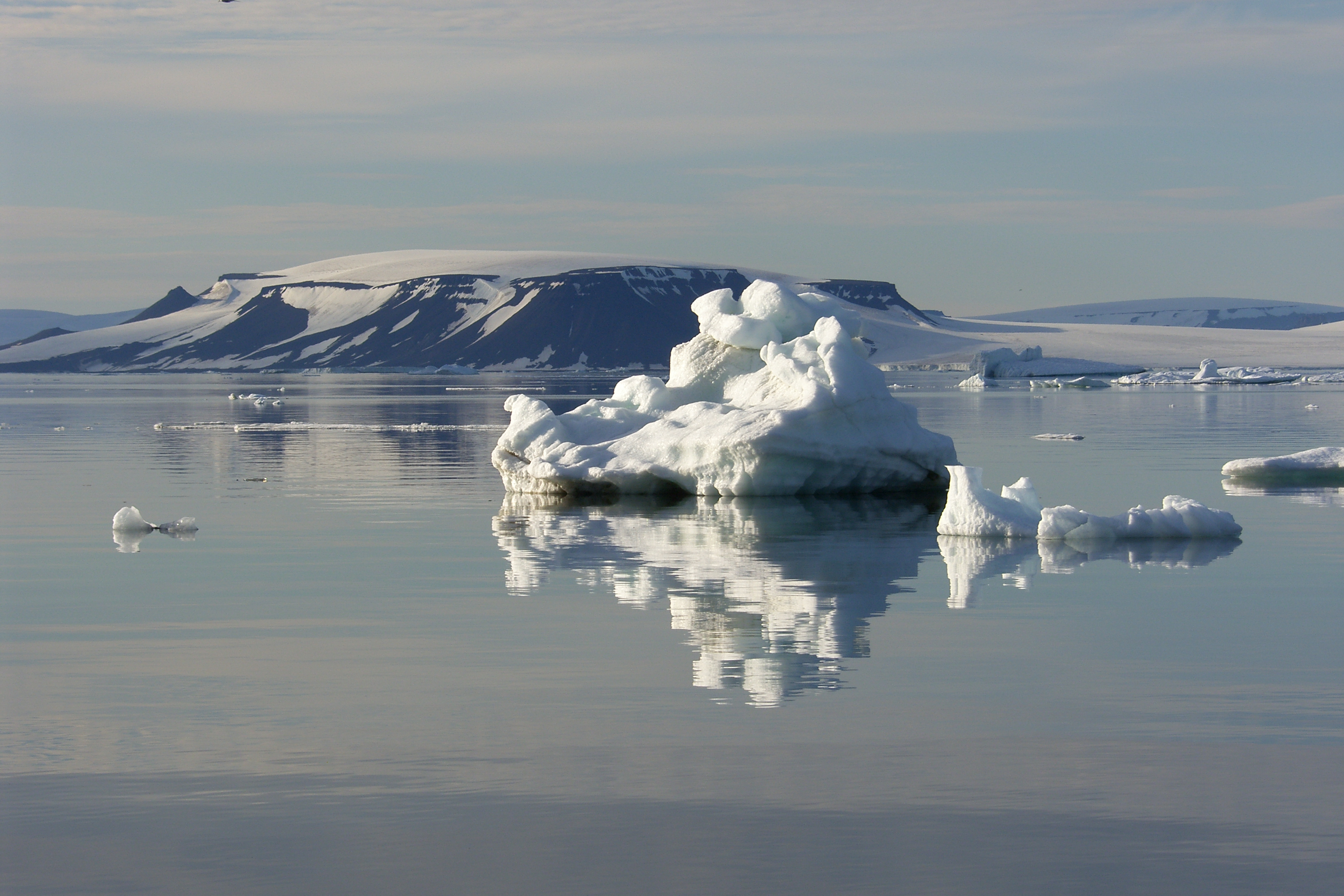
Iceberg a Illa de Hayes el setembre de 2007.

Els rierols només es formen durant el període d'escorrentia des de maig fins a principis de setembre. El permagel fa que la major part de l'escorrentia tingui lloc a la superfície, i només es formen rierols a les illes més grans. El riu més llarg té 19 km de llarg i és a la Terra de George, mentre que hi ha diversos rius a la Terra d'Alexandre, el més llarg de 8,4 km. Hi ha uns mil llacs a l'arxipèlag, la majoria dels quals es troben a la Terra d'Alexandre i a la de George. La majoria dels llacs es troben en depressions provocades per l'erosió glacial, a més d'un nombre menor de llacunes. Les seves mides varien des de 2 km² a 0,4 ha. La majoria fan només 2 m de profunditat, i la més fonda fa 10 m.
Els corrents marins que envolten l'arxipèlag toquen l'est de Svalbard i el nord de Nova Terra. El corrent fred de Makarov flueix des del nord i el corrent àrtic flueix des del nord-oest, mentre que el corrent més càlid de Nova Zemla flueix des del sud. Aquest últim té temperatures superiors a 0,5 °C mentre que l'aigua del fons es troba per sota d'−1,7 °C. Les regions costaneres del sud de l'arxipèlag experimenten corrents d'est a oest. La velocitat mitjana és d'entre 2 i 5 cm per segon. El component de marea a les zones costaneres és de 15 cm per segon. El gel a la deriva es produeix durant tot l'any a tot el grup d'illes, amb els nivells més baixos durant l'agost i el setembre. El gel d'hivern d'un any comença a formar-se a l'octubre i arriba a un gruix d'1,5 m. Els icebergs són habituals durant tot l'any.

## Clima

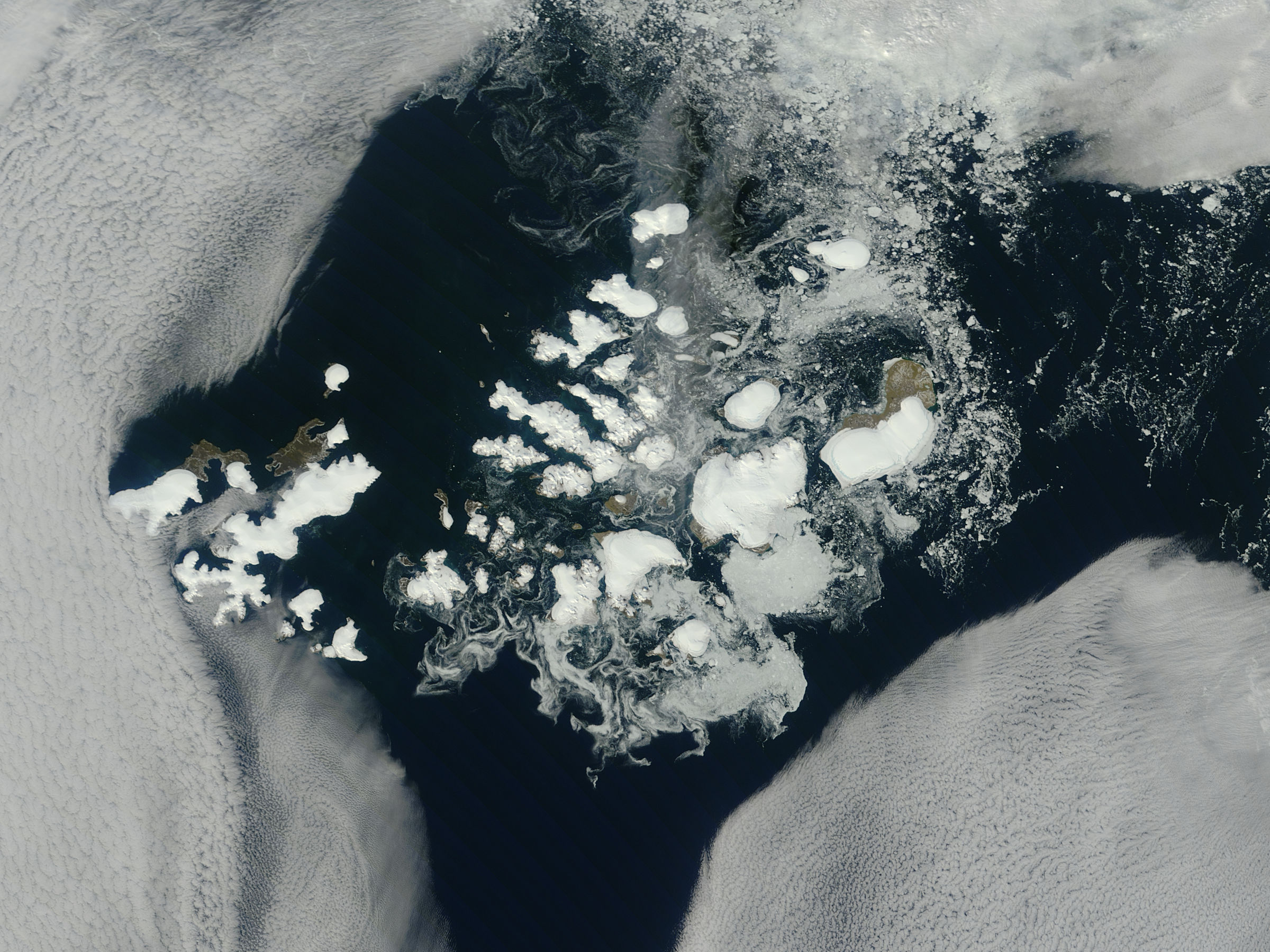
Imatge de satèl·lit de la terra de Francesc Josep l'agost de 2011

La Terra de Francesc Josep es troba en una zona de transició entre un clima de casquet glacial (EF) i un clima de tundra (ET), tècnicament caient en aquest últim perquè la mitjana de juliol i agost està per sobre de la congelació, no obstant això, les temperatures baixes es mantenen per sota de la congelació durant tot l'any. Les principals forces que influeixen en el clima són la glaciació i el gel marí. A 81° nord, l'arxipèlag experimenta 141 dies anuals de sol de mitjanit, del 12 d'abril al 30 d'agost. Durant l'hivern viu 128 dies de nit polar del 19 d'octubre al 23 de febrer. L'abundant nuvolositat refreda encara més el clima. El mar comença a congelar-se a finals de setembre i arriba al seu màxim anual al març, moment en què el noranta-cinc per cent del mar està cobert de gel. La cobertura de gel comença a disminuir al maig i experimenta un desglaç important al juny, amb el mínim a l'agost o principis de setembre.
Les principals forces que influeixen en el clima són la glaciació i el gel marí. A 81° al nord, l'arxipèlag experimenta 141 dies anuals de sol de mitjanit, del 12 d'abril al 30 d'agost. Durant l'hivern experimenta 128 dies de nit polar del 19 d'octubre al 23 de febrer. Fins i tot durant l'estiu, l'angle del raig solar divideix l'energia radiada limitada sobre una gran àrea. Un refredament addicional és causat per la gran quantitat de núvols. La mar comença a congelar-se a finals de setembre i arriba al màxim anual al març, moment en què el noranta-cinc per cent de la mar està coberta de gel. El gel comença a disminuir al maig i sofreix una major fusió al juny, amb el mínim que es produeix a l'agost o principis de setembre.
Durant l'hivern, el clima d'alta pressió i els cels clars causen pèrdua de radiació del sòl, fent baixar les temperatures a −40 °C. Durant els torns les temperatures poden canviar de 20 °C en hores. Les estacions costaneres experimenten temperatures mitjanes de gener d'entre −20 °C i −30 °C, que varia molt d'un any a un altre segons el grau de cicles dels patrons meteorològics. A l'estiu les temperatures són molt més uniformes i mitjanes entre 0 °C i 3 °C a l'illa Hayes. La boira és més freqüent durant l'estiu. La precipitació mitjana anual a les estacions costaneres és d'entre 100 i 150 mm, amb els mesos més plujosos de juliol a setembre. Les zones elevades poden experimentar precipitacions considerablement més altes. La Terra de Francesc Josep és significativament més freda que Spitsbergen, que experimenta uns 8 °C de mitjana d'hivern més càlida, però és més càlida que l'Arxipèlag Àrtic Canadenc.

## Natura
La Terra de Francesc Josep està situada a l'est de Svalbard i a la mateixa latitud que aquest arxipèlag noruec, si bé resulta de clima més fred perquè ja no rep la influència del corrent del Golf. El juliol, el mes més càlid, la temperatura mitjana és d'un grau Celsius positiu. A l'hivern, les temperatures mitjanes davallen per sota dels -15 °C. Només a final d'estiu es fon la capa de gel marí al sud de les illes i s'hi pot accedir amb vaixell (cal un permís especial, en tot cas, per a visitar l'arxipèlag).
La tundra, molt localitzada, està composta principalment per molses i líquens. Fa uns 1.300 anys (en un episodi climàtic lleugerament més càlid) la vegetació permetia encara l'existència de rens.
Els animals existents en l'actualitat són els mamífers següents: la beluga, la morsa, l'os polar i la guineu àrtica. Diversos ocells que s'alimenten de la mar visiten l'arxipèlag, entre aquess: els gavotins, les gavinetes de tres dits, els gavinots hiperboris, els somorgollaires de Brünnich i els fulmars boreals

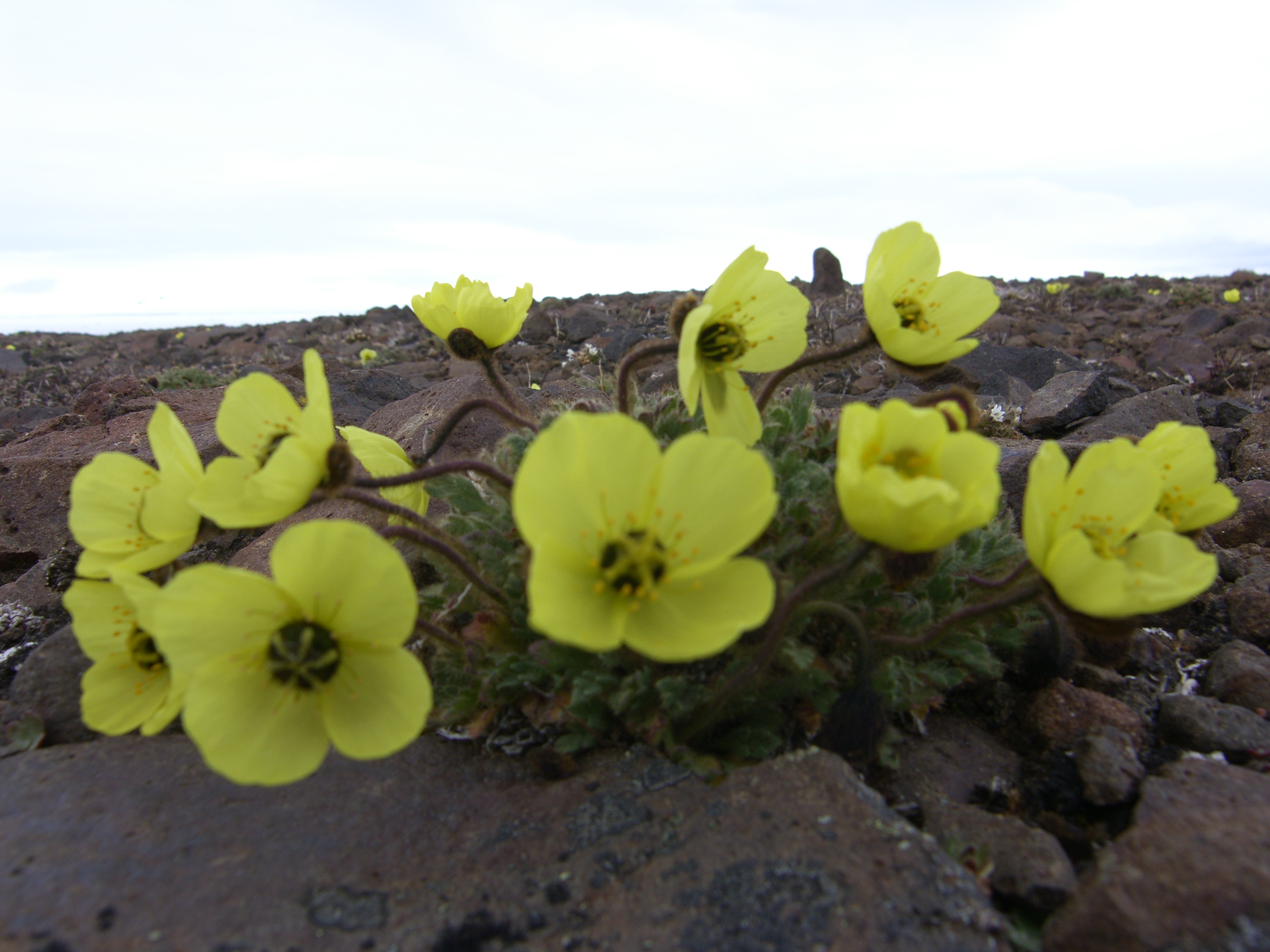
Rosella àrtica a l'Illa de Hayes

El clima i el permagel limiten el desenvolupament del sòl a l'arxipèlag. Àmplies zones estan desproveïdes de sòl, i els polígons de permagel són el lloc més comú on es produeix el sòl. El sòl normalment té perfils de sòl incomplets i una forma poligonal amb un ric contingut de ferro i neutre o lleugerament àcid. Les capes d'humus superiors marrons tenen un 3% de matèria orgànica, augmentant fins al vuit per cent a les illes més meridionals. Els sòls desèrtics àrtics es troben a les illes del grup oriental, mentre que les zones properes a la vora de les glaceres tenen un sòl àrtic semblant a un aiguamoll.
La flora varia entre les illes, en funció de les condicions naturals. En algunes illes, la vegetació es limita als líquens que creixen sobre pedres. La vegetació normalment cobreix del cinc al deu per cent de la superfície del sòl, amb excepcions notables sota les colònies d'ocells on pot arribar al cent per cent. La vegetació varia amb l'altitud: fins a 120-130 m hi ha un cinturó de desert àrtic d'herba-molsa, després desert àrtic de molsa-liquen a 175-200 m, després desert àrtic de líquens fins a 250-315 m i per sobre del desert de neu sense vida, amb líquens ocasionals en nunataks i algues de neu a les superfícies de les glaceres.

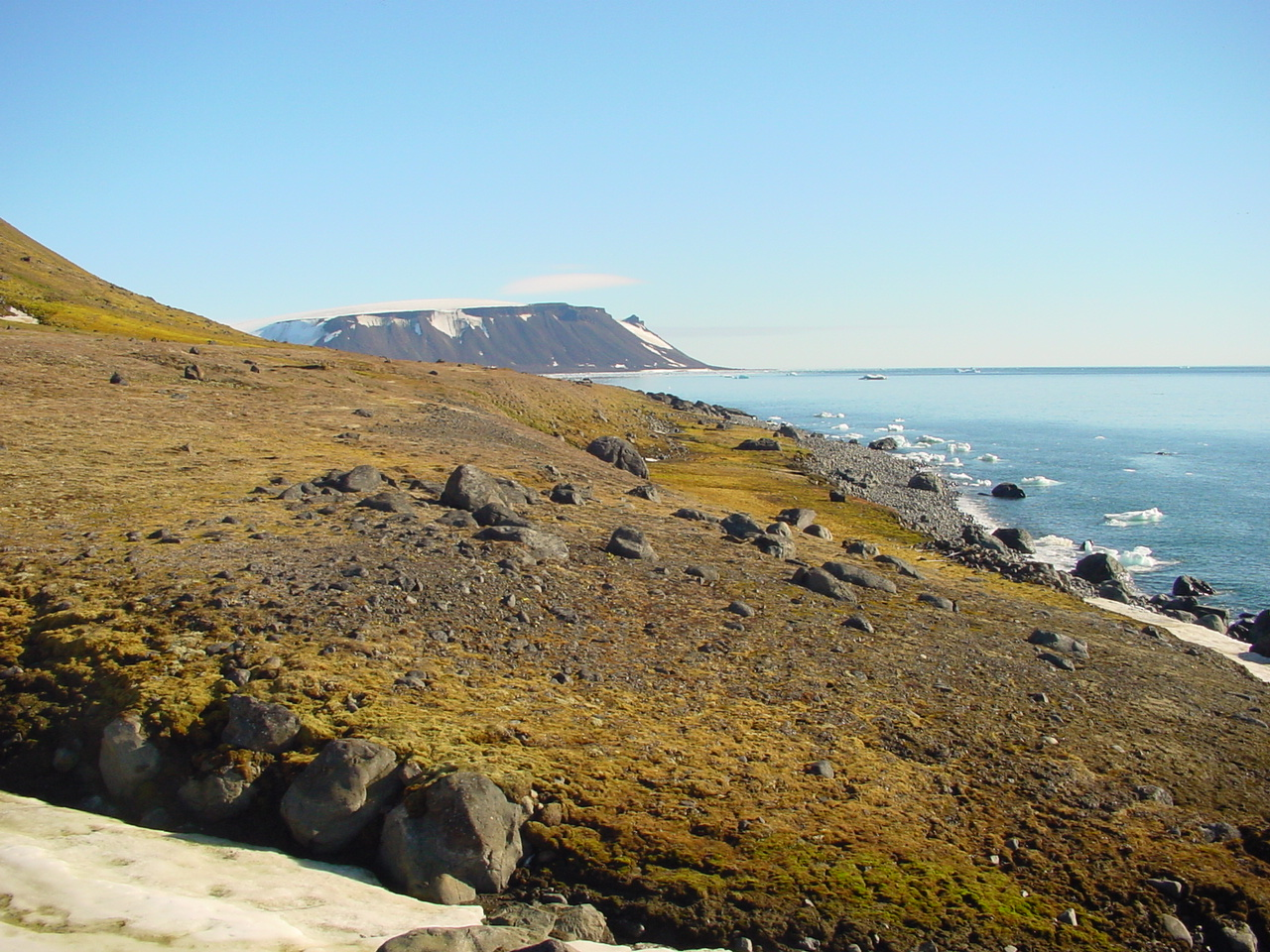
Illa de Northbrook

Els arbres, els arbustos i les plantes altes no poden sobreviure. Unes 150 espècies de briòfits dominen la gespa herbosa, de les quals dos terços són molses i un terç hepàtics. Les espècies més comunes són Aulacomnium, Ditrichum, Drepanocladus, Orthothecium i Tomenthypnum. A l'illa es troben més de 100 espècies de líquens, les més comunes són Caloplaca, Lecanora, Lecidea, Ochrolechia i Rinodina. Hi ha setze espècies de poàcies i unes 100 espècies d'algues, més comunament cianobacteris i diatomees. S'han informat cinquanta-set espècies de traqueobionts. Les més comunes són la rosella àrtica i la saxífraga, que creixen arreu, independentment de l'hàbitat, amb les nou espècies d'aquesta última que es troben a totes les illes. Les plantes comunes a les zones humides són l'alopecurus magellanicus (herba de cua de guineu alpina), els ranuncles i el salze polar. L'Alopecurus magellanicus i la rosella de Svalbard són les plantes més altes, capaces d'assolir altures de 30 cm.
S'han identificat més de cent tàxons d'algues pelàgiques unicel·lulars al voltant de l'arxipèlag, els més comuns són Thalassiosira antarctica i Chaetoceros decipiens. La floració té lloc entre maig i agost. De les aproximadament cinquanta espècies de zooplàncton, dominen els calanoides, amb Calanus glacialis i Calanus hyperboreus constituint la major part de la biomassa. Al fons del mar hi ha 34 espècies de macroalgues i almenys 500 espècies de macrofauna. Els més comuns són els crustacis com els amfípodes i les gambes, els poliquets i els equinoderms, com les truges marines. El fregat del gel fa que hi hagi poca vida a la zona litoral, però a la zona sublitoral (2 a 25 m) està dominada per laminàries, més comunament Laminaria sachcharina, i algues vermelles, com Phycodrys rubens.

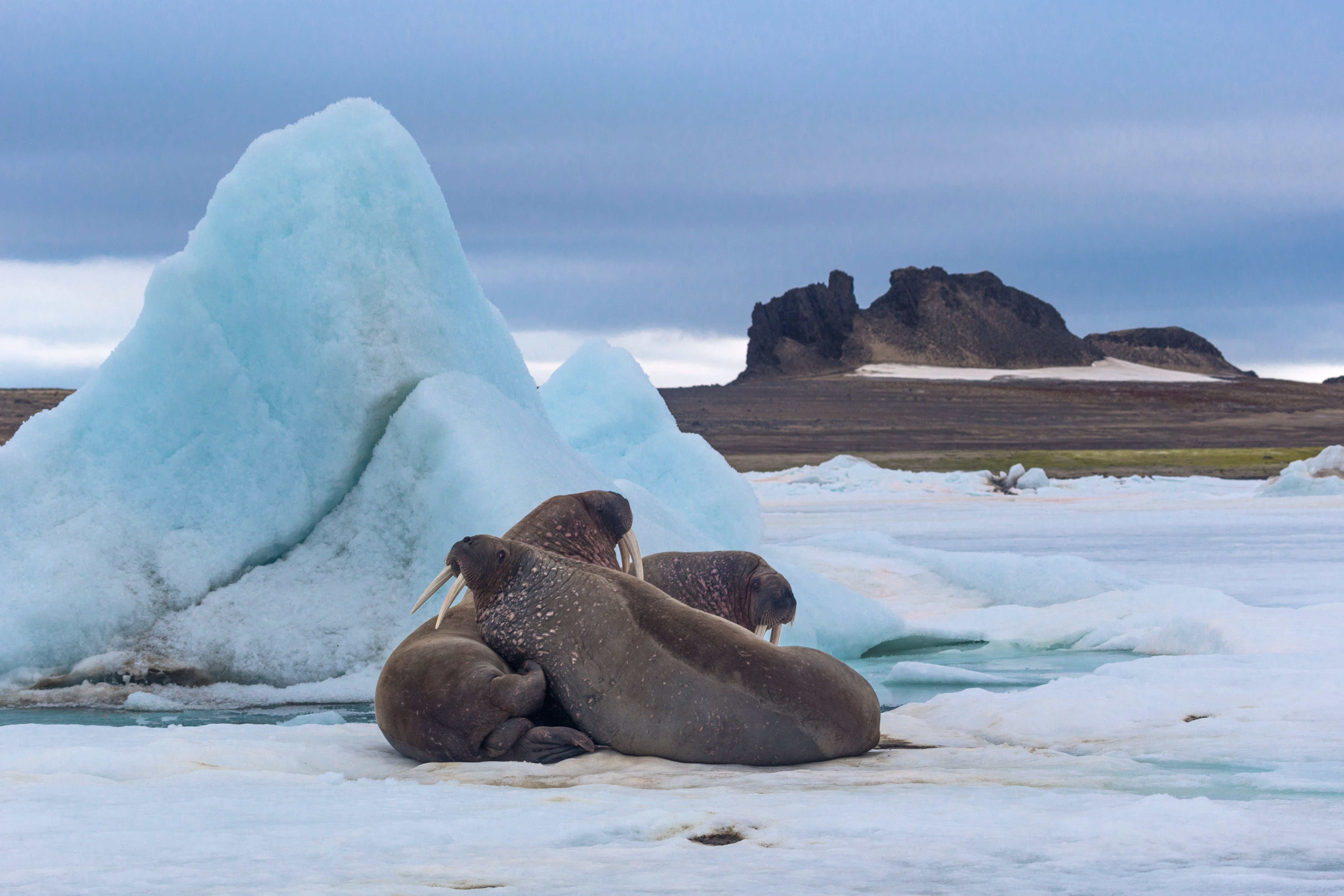
Morsa a Illa de Hayes

Hi ha 33 espècies de peixos a les aigües, cap de les quals és abundant ni explotable comercialment. Els més comuns són el bacallà polar, que arriba als 20 cm, i lipàrids. No hi ha espècies endèmiques a l'arxipèlag. S'han documentat quaranta-una espècies d'ocells a l'arxipèlag, de les quals catorze es reprodueixen. Aquests estan dominats per ocells marins com fulmarus, el kittiwake, el somorgollaire de Brünnich, el somorgollaire alablanc i el gavotí atlàntic són comuns a tot l'arxipèlag, mentre que altres set espècies prefereixen nidificar a la tundra plana: l'èider, el territ fosc, el paràsit cuapunxegut, el gavinot hiperbori, la gavina d'ivori el xatrac àrtic i el sit blanc. Algunes gavines d'ivori, alques petites i guillemots de Brünnich opten per passar l'hivern a les illes.
La població d'os polar de la Terra de Francesc Josep es troba a la subpoblació del Mar de Barentsz, que també inclou els óssos polars que habiten Svalbard i la costa occidental de Nova Terra. El 2004, la subpoblació del mar de Barentsz es va estimar en 2.650 exemplars També hi ha una població de guineu àrtica, que normalment tenen els seus territoris prop dels hàbitats d'ocells marins.
No hi ha caribús avui a la terra de Francesc Josep. No obstant això, la datació amb radiocarboni de les cornaments de coberta trobades aala terra d'Alexandre el 1990 ha demostrat que hi havia una població de caribús que vivia a l'illa fa uns 4.000 anys. És probable que la població es va extingir quan el clima es va tornar més fred.

### Mamífers marins
Com a santuari de mamífers marins declarat, l'àrea al voltant de les illes té una rica biodiversitat de mamífers marins rars.
Tres espècies de foques habiten l'al'arxipèlag. La foca de Groenlàndia és la més comuna, tot i que cria a la Mar Blanca. Una mica menys freqüent és la foca barbuda. Les morses eren caçades anteriorment, reduint dràsticament les espècies abans abundants. Estan protegits internacionalment des de 1952 i des de llavors el seu nombre ha anat en augment, amb entre una i tres mil morses que viuen a l'arxipèlag. La població és comuna a Svalbard i al nord de Nova Terra.
A l'illa s'observen habitualment rorquals, iubarta i beluga, i menys orques i narvales, amb l'arxipèlag situat a la vora nord de la seva distribució estival. Recentment s'ha confirmat la migració dels rorquals a les aigües.

#### Cetacis en perill crític d'extinció
De tant en tant hi ha albiraments de balenes de Groenlàndia. L'estoc àrtic rus d'aquesta espècie, que va des del Cap Farvel a Groenlàndia i les zones de Svalbard / Spitsbergen fins al Mar de la Sibèria Oriental, es considera la més amenaçada de totes les poblacions d'aquesta espècie. Les aigües al voltant de la Terra de Francesc Josep semblen ser el lloc més important per a aquesta població.

## Activitat humana

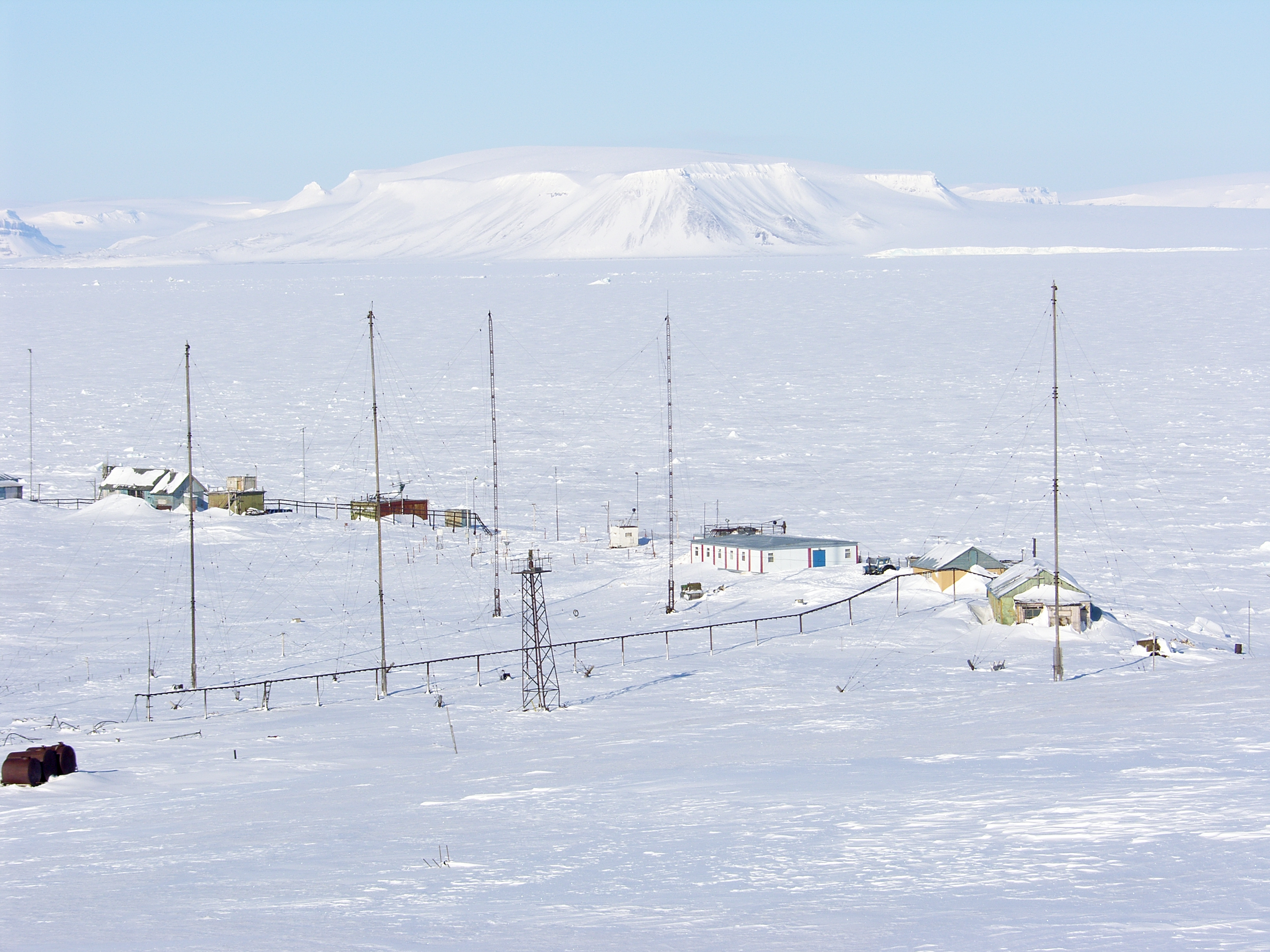
Observatori Geofísic Polar a l'illa Heiss

Els viatges turístics a l'arxipèlag són molt limitats. No hi ha infraestructura per donar suport als turistes i l'única manera d'arribar a les illes és amb un trencaglaç, que normalment funciona des de Múrmansk. El 2012 només hi va haver vuit desembarcaments exitosos a les illes. Un factor que contribueix a la baixa utilització és la dificultat d'obtenir permisos i el tancament freqüent de la badia de Kola per acollir exercicis militars. El servei més freqüent és un recorregut de tres setmanes pel Pol Nord amb el trencaglaç rus de propulsió nuclear 50 Let Pobedy, que s'atura per les illes en el camí. Les destinacions més populars són zones amb penya-segats d'ocells i colònies de morses, com el cap Flora a l'Illa de Northbrook i el cap Rubini a l'illa Hooker, així com restes històriques com la cabana de Nansen a l'illa Jackson. Els turistes són habitualment portats en helicòpter. A efectes dels premis de ràdio amateur, les illes compten com una "entitat" internacional independent. L'activitat dels operadors de ràdio s'ha tornat menys freqüent, tot i que es produeix ocasionalment. La base aèria de Nagurskoye es troba a la part nord de la Terra d'Alexandre. Es va actualitzar a mitjans de la dècada de 2010 per donar suport a una major presència militar.

## Cartografia
- Mapa de Fridtjof Nansen.
- Mapa rus.